# Костел Матері Божої Остробрамської (Новосілка)
Костел Матері Божої Остробрамської в Новосілці — римсько-католицька церква в селі Новосілці Тернопільської области України.

## Відомості
- 1940-і — споруджено мурований костел-каплицю коштом парафіян, Курії та повітової влади.
- 1940-і-1990 — храм закрито радянською владою, і почала використовувати його, як колгоспний склад хімдобрив.
- 25 серпня 1991 — повернутий костел освятив єпископ Маркіян Трофим'як.